# Fòrnix vaginal

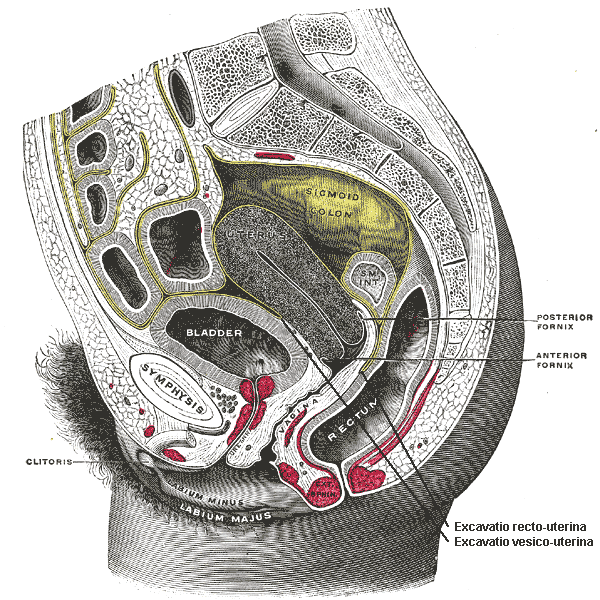
Parts de l'aparell reproductor femení

El fòrnix vaginal, també anomenat ampul·la vaginal, o volta de la vagina és una part interna de la vagina, en forma d'arc, que es troba a l'extrem més allunyat dels llavis. És dividit en dues parts: anterior i posterior. La seva funció és de reflectir la mucosa de la vagina perquè passi al coll uterí. La paraula catalana fòrnix prové del llatí, fornix, que significa arc.